# Coppengrave
Coppengrave är en ortsteil i kommunen Duingen i Landkreis Hildesheim i förbundslandet Niedersachsen i Tyskland. Coppengrave var en kommun fram till 1 november 2016 när den uppgick i Duingen. Kommunen Coppengrave hade 616 invånare 2016.